# 小城町軍用滑走路

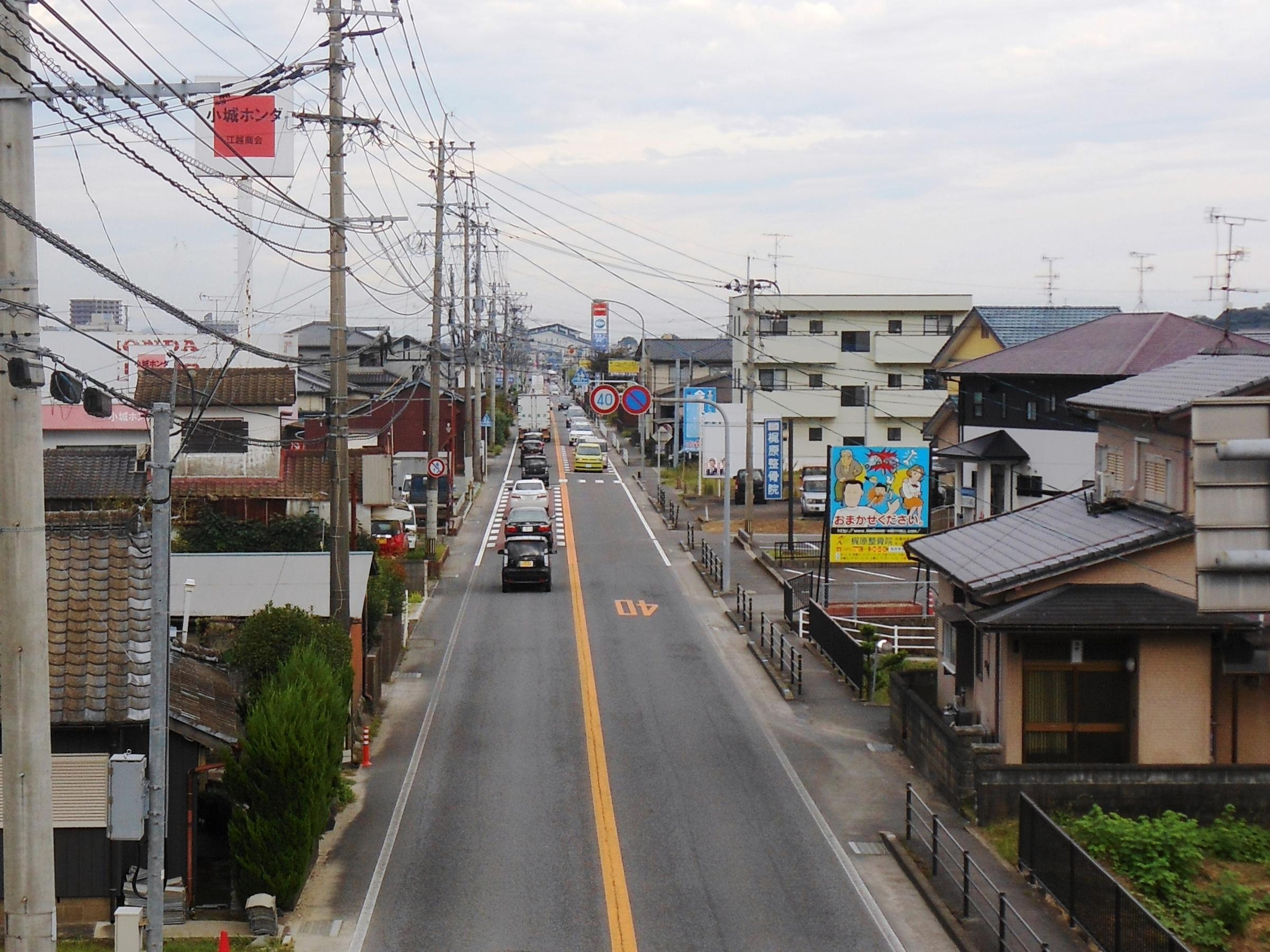
国道203号の当該区間（2016年10月撮影）。晴田小学校前の歩道橋上から

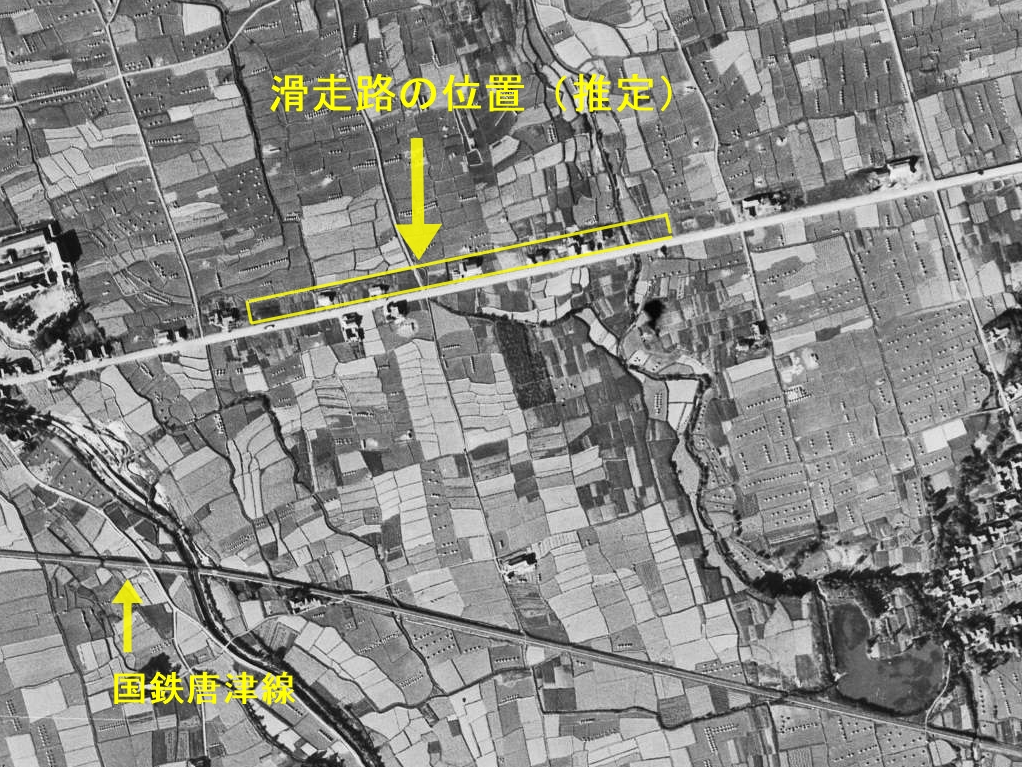
軍用滑走路跡の位置を図示（1948年）。当時の県道北側に沿う形で設置された。

小城町軍用滑走路（おぎまちぐんようかっそうろ）は、かつて佐賀県小城郡小城町（現・小城市）にあった大日本帝国海軍の簡易飛行場である。

## 概要
終戦間際の1945年6月、沖縄が陥落し連合軍の本土上陸が確実視されると、帝国海軍は上陸部隊に対し短距離からの航空特攻攻撃を行うために「牧場」と呼称した秘匿滑走路を全国に設営した。小城の滑走路もその一つで、国道203号線（当時は県道・道幅約10m）畑田交差点から晴田小学校手前までの約750メートルの区間で、道路沿い北側の農地を埋め立てて滑走路とすることにした。
設営は佐世保鎮守府所属の第5211設営隊（1945年6月15日編成）によって行われ、長さ750m・幅30メートルの滑走路に加え、滑走路南側に格納庫・南北2箇所に掩体壕などが作られた。しかし終戦を迎えたため、実際に使用されることはなかった。なお、特攻には機上作業練習機白菊が使用されることになっていた。
終戦後は米軍の管理下に置かれたが1945年中に返還されている。その際に佐世保海軍施設部から所有者に対し復旧費が支払われたことが佐賀県公文書館が所蔵する資料に残っている。

## 戦後
戦後しばらくは小型機などが駐機していた。県道を拡幅して作られたものであり、返還後も元々道路であった部分は引き続き道路として使用され、その他の部分は住宅地などになった。地域住民には同地を滑走路と呼ぶ人もいるが少なくなっている。また、付近には滑走路造営のために土を掘り出した跡も残っている。

## 参考資料
- NHKニュースおはよう日本（2015年6月11日放送分）